# شهرستان ماقات
شهرستان ماقات (به قزاقی: Мақат ауданы، ماقات اۋدانى) یکی از شهرستان‌های استان آتیراو در کشور قزاقستان است. این شهرستان ۲۹۷۴۴ نفر جمعیت دارد.